# Carole Talon-Hugon
Carole Talón-Hugon (Orange, 1959) es una filósofa francesa contemporánea, especialista en estética, filosofía del arte y la teoría de las emociones. 

## Biografía
Nacida en 1959 en Orange, Carole Talon-Hugon inició su trayectoria obteniendo la agregación de filosofía en 1983. Conjuntamente a su actividad como profesora de liceo, realizó en la Universidad de París IV París Sorbonne una tesis doctoral sobre los tratados de las pasiones en el XVII, bajo la dirección de Pierre Magnard (defendida en 1992). Obtuvo una beca del CNRS en 1989 con una duración de dos años para después acceder a la Universidad Paul Valéry de Montpellier en calidad de ATER en 1991. Nombrada maestra de conferencias en 1995 y luego profesora en 2004 por la universidad de Niza Sophia Antipolis, tras haber defendido la habilitación para dirigir investigaciones (HDR) bajo la dirección de Denis Kambouchner en la Universidad de París I Panthéon-Sorbonne en 2002. Ha sido de 2012 a 2014 delegada científica para la filosofía de la AÉRES y de 2011 a 2013 representante del Ministerio de Enseñanza Superior y de Investigación en el DAP del Ministerio de Cultura.
Hoy profesor de las universidades, enseña al departamento de filosofía de la Universidad de Niza Sophia Antipolis, y es directora adjunta del Centro de Investigación en Historia de las Ideas. Es miembro senior del Instituto Universitario de Francia desde 2014. Ha sido responsable para la universidad de Niza-Sophia Antipolis de un programa de Investigación ANR « Poder de los artes. Experiencia estética : emociones, saber, comportamientos ». Asimismo, es presidenta de la Sociedad francesa de estética, directora de la Nouvelle revue d'esthétique y directora de redacción de la revista de filosofía Noesis.

## Controversias
En 2019, la aparición de su libro El arte bajo control, en el que asimila la homosexualidad (descrita como una « preferencia sexual ») a « la zoofilia » y a « la pedofilia », suscitó una enorme controversia.
En una entrevista al periódico Le Monde, la filósofa se inquieta ya que de los œuvres de arte « endosan una posición revendicatrice para servir causas sociétales - el género, la raza, la orientación sexual o resultarlo del planeta ». En los semanales Valores actuales, Carole Talón-Hugon lamenta la existencia de un « arte social » y de un movimiento de « désartification » del arte que « deshace progresivamente la idea moderna del arte que se era instituée en Occidente entre el final de la Renacimiento y el XIX  » : « El arte sociétal contribuye a este movimiento ancho transformando el artista en militante activista o haciendo de los œuvres de los documentos. »

## Publicaciones

### Obras
- Les Passions rêvées par la raison. Essai sur la théorie des passions de Descartes et de quelques-uns de ses contemporains, Paris, Vrin, collection Philologie et Mercure, 2002
- Goût et dégoût : l’art peut-il tout montrer ?, Nîmes, éd. J. Chambon, coll. « Rayon art », 2003
- Les Passions, Paris, Armand Colin, 2004
- L’Esthétique, Paris, P.U.F., coll. «Que sais-je?», 2004 ; (4e réédition, 2013). Traduction en portugais en 2009 et en japonais en 2015.
- Avignon 2005 : le conflit des héritages, Paris, Actes Sud, juin 2006,
- Morales de l’art, Paris, P.U.F., mai 2009 Compte rendu de Morales de l'art par Pierre Jourde, Le nouvel Observateur, Confitures de culture 11 février 2010
- Une histoire personnelle et philosophique des arts : l’Antiquité grecque, Paris, Puf, janvier 2014
- L’Art victime de l’esthétique, Paris, Hermann, coll. « Hermann Philosophie », mai 2014.
- Une histoire personnelle et philosophique des arts : Moyen Âge et Renaissance, Paris, Puf, octobre 2014
- Une histoire personnelle et philosophique des arts : Classicisme et Lumières, Paris, Puf, février 2015
- Une histoire personnelle et philosophique des arts : La modernité, Paris, Puf, février 2016
- Le Conflit des héritages, Arles, Actes sud-papiers, mai 2017
- L'Art sous contrôle - Nouvel agenda sociétal et censures militantes, PUF, 2019 ISBN 978-2-13-081782-6